# Loxodocus genalis
Loxodocus genalis là một loài tò vò trong họ Ichneumonidae.